# ديبورا كاميرون
ديبورا كاميرون (بالإنجليزية: Deborah Cameron)‏ هي مقدمة برامج إذاعية وصحفية أسترالية، ولدت في 1958، وتوفيت في 9 يونيو 2018 في كامبرداون ‏ في أستراليا.